# Nemichaïeve
Nemichaïeve (ukrainien : Немішаєве, russe : Немешаево) est une commune urbaine de l'oblast de Kiev, en Ukraine. Elle compte 7 841 habitants en 2021.

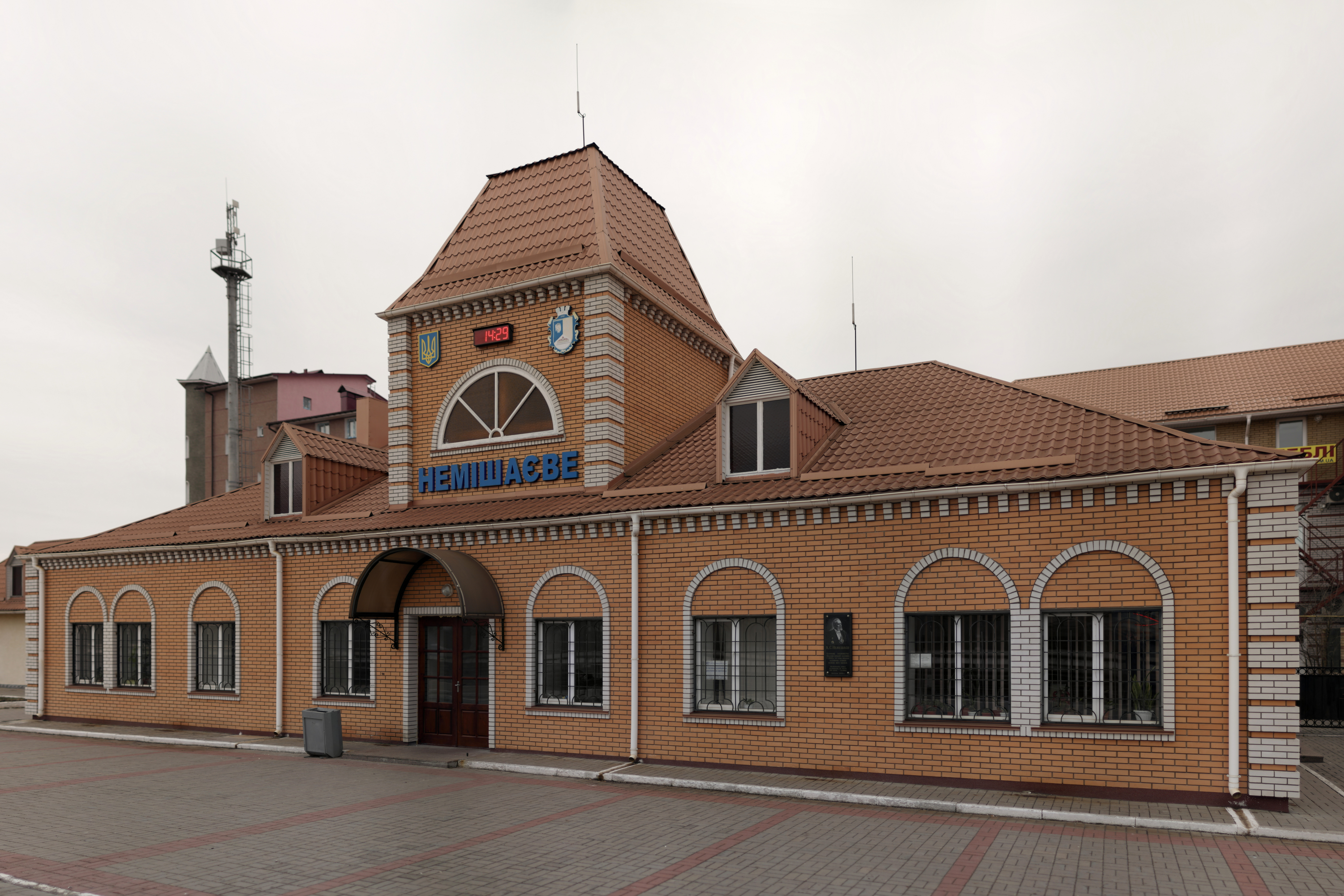
La gare de Nemichaïeve.